# Бенешов
Бенешов (чеш. Benešov, произносится [бэнэшоф]) — город в Среднечешском крае Чехии, расположенный в 37 км юго-восточнее Праги. Является муниципалитетом с расширенными полномочиями и административным центром района Бенешов.

## История
В XI веке по приказу Пржемысловичей проходило заселение ранее неизведанных земель к югу от Праги. Первое поселение на месте Бенешова находится на нынешней территории района На Карлове (Na Karlově), где был построен панский суд и костёл. Затем, на месте нынешней площади Масарика, был построен городской рынок. На Карлове был заложен монастырь миноритов, а главой поселения стал пражский епископ Тобиас из Бенешова, который построил крепость Конопиште. После смерти Бенешовичей власть в городе взял в свои руки род Штернберков. В это время у города появляется свой герб — восьмиконечная золотая звезда на синем фоне. В 1420 году монастырь был сожжён Яном Жижкой во время его похода на Прагу.
В 1541—1566 гг. в Бенешове жил звонарь Матей Шпиц, который изготовил большое число колоколов для соседних костёлов в Быстршице, Окроуглице, Лоунёвицах, Поступицах, Ольбрамовицах, На Градку, Кондраце и др.
Город сильно пострадал во время Тридцатилетней войны — подвергся осаде и захвату шведскими войсками в 1648 году.
В 1703 году в городе был основан колледж ордена пиаристов, где существовали начальная школа и гимназия.
В 1802 году Бенешов откупился от подданства и как этнически чешский город стал местом патриотической деятельности. С 1871 года через город проходит железная дорога Прага — Ческе-Будейовице.
Во время Второй мировой войны город подвергся выселению жителей и переименованию в СС-Штадт Бёмен. Часть военного учебного полигона Ваффен СС должна была располагаться западнее шоссе на Табор. Это означало, что до 15 апреля 1943 года город должно было покинуть всё население, живущее западнее железной дороги и южнее Маховой улицы, то есть весь квартал между Йирасковой, Жижковой и Гусовой улицами.

## Достопримечательности
- Костёл св. Микулаша, XIII век.
- Костёл св. Анны.

## Население
| Год  | Численность | Численность |
| ---- | ----------- | ----------- |
| 1869 | 5345        | [ 7 ]       |
| 1880 | 6240        | [ 7 ]       |
| 1890 | 7413        | [ 7 ]       |
| 1900 | 8450        | [ 7 ]       |
| 1910 | 8857        | [ 7 ]       |
| 1921 | 9304        | [ 7 ]       |
| 1930 | 8307        | [ 2 ]       |
| 1950 | 10 387      | [ 7 ]       |
| 1961 | 9774        | [ 7 ]       |
| 1970 | 10 769      | [ 7 ]       |
| 1980 | 14 258      | [ 7 ]       |
| 1991 | 15 892      | [ 2 ]       |
| 2001 | 16 323      | [ 2 ]       |
| 2011 | 16 264      | [ 7 ]       |
| 2014 | 16 520      | [ 8 ]       |
| 2016 | 16 555      | [ 9 ]       |
| 2017 | 16 544      | [ 10 ]      |
| 2018 | 16 522      | [ 11 ]      |
| 2019 | 16 656      | [ 12 ]      |
| 2020 | 16 758      | [ 13 ]      |
| 2021 | 16 804      | [ 14 ]      |
| 2022 | 16 448      | [ 15 ]      |
| 2023 | 16 875      | [ 16 ]      |
| 2024 | 17 035      | [ 4 ]       |

## Города-побратимы
- Сан-Пьетро-ин-Казале, Италия